# Lenka Ouhrabková
Lenka Ouhrabková (* 1982) je česká herečka.
Od roku 2006 je ve stálém angažmá v Moravském divadle v Olomouci, kde se objevila například v inscenacích Idiot, Čarodějky ze Salemu, Doma u Hitlerů, Othello atd.
Objevila se také v menší roli (Nany Pavlisová) v seriálu TV Nova Ordinace v růžové zahradě a v létě 2008 na ČT2 v inscenaci Marie Sabina v záznamu z Moravského divadla Olomouc. V roce 2011 si zahrála epizodní roli v seriálu Znamení koně a v roce 2012 také epizodní roli (Julie Dvořáková) v seriálu Vyprávěj-Osudy – 4. Mikulášova Hilda.
Lenka Ouhrabková patří k herečkám ztvárňujícím spíše vážnější role, přestože přesvědčivě zvládne i komické polohy.